# 約翰·貝里曼
约翰·阿林·麦卡尔平·贝里曼（1914年10月25日 - 1972年1月7日）是一位美国诗人和学者，也是自白诗派的关键人物。他於1965年獲得普利策诗歌奖。 贝里曼長期酗酒並且患上了抑郁症。1972年1月7日早上，贝里曼跳河身亡。